# سیارک ۱۱۵۰۴
سیارک ۱۱۵۰۴ (به انگلیسی: 11504 Kazo، نامگذاری:1990BT) یازده هزار و پانصد و چهارمین سیارک کشف شده‌است که در ۲۱ ژانویه ۱۹۹۰ کشف شد.
قدر مطلق سیارک برابر ۱۳٫۹۰ است.